# Alastor muticus
Alastor muticus är en stekelart som beskrevs av Giordani Soika 1941. Alastor muticus ingår i släktet Alastor och familjen Eumenidae. Inga underarter finns listade i Catalogue of Life.